# Municipio de Charlestown (Pensilvania)
El municipio de Charlestown (en inglés: Charlestown Township) es un municipio ubicado en el condado de Chester en el estado estadounidense de Pensilvania. En el año 2000 tenía una población de 4051 habitantes y una densidad poblacional de 124,8 personas por km².

## Geografía
El municipio de Charlestown se encuentra ubicado en las coordenadas 40°06′01″N 75°33′03″O / 40.10028, -75.55083.

## Demografía
Según la Oficina del Censo en 2000 los ingresos medios por hogar en la localidad eran de $89 813 y los ingresos medios por familia eran de $101 922. Los hombres tenían unos ingresos medios de $77 386 frente a los $46 026 para las mujeres. La renta per cápita de la localidad era de $41 878. Alrededor del 2,1% de la población estaba por debajo del umbral de pobreza.